# Pegar ou Largar com Stacy London
Pegar ou Largar com Stacy London (em inglês: Love, Lust or Run) é um reality show americano, que estreou no TLC em 30 de janeiro de 2014, estrelado pela consultora de moda Stacy London. Durante cada episódio da série, Stacy London encontra uma mulher diferente, e ajuda-la a trabalhar normalmente muito questionáveis escolhas de moda. O show segue o mesmo formato da série de televisão Britânica Snog Marry Avoid?. antes da conclusão da primeira temporada o TLC renovou o programa de 26 episódios adicionais.
"Eu estou tão feliz por ter Stacy de volta no TLC!", disse Nancy Daniels, a gerente geral da rede de tv. "Ela tem uma incrível capacidade de se conectar com a moda desafiou as mulheres e ajudá-los a encontrar o seu próprio sentido de estilo. Com este novo show, nós definitivamente colocamos as habilidades de Stacy para o teste," Daniels também adicionado. Stacy London tinha apresentado outro programa de moda também What Not to Wear ao ar na mesma rede.

## Temporadas
| Temporada | Temporada | Episódios             | Exibido originalmente em | Exibido originalmente em |
| Temporada | Temporada | Episódios             | Estréia da temporada     | Final de temporada       |
| --------- | --------- | --------------------- | ------------------------ | ------------------------ |
| 1         | 13        | 23 de janeiro de 2015 | 20 de março de 2015      |                          |
| 2         | 11        | 12 de junho de 2015   | 27 de agosto de 2015     |                          |
| 3         | 11        | 1 de janeiro de 2016  | TBA                      |                          |